# Conseil de sécurité (Japon)
Le Conseil de sécurité (安全保障会議, Anzen-hoshō-kaigi) du Japon est le conseil précédant le Conseil de sécurité nationale du Japon avant 2014. 
Ce Conseil était composé de neuf personnes qui conseillaient le Premier ministre de la sécurité nationale et de l'armée. Ils traitent de nombreuses questions qui affectent les intérêts grandissants du Japon, comme la politique de défense nationale de base, le Plan du programme de défense nationale, la coordination de la productions industrielle et d'autres questions liées au plan du programme de la Défense nationale, y compris les décisions sur les initiatives diplomatiques et les opérations de défense.

## Histoire
Il a été créé le 1er juillet 1986, remplaçant le Conseil de la défense nationale, qui s'occupait des questions liées à la défense depuis 1956.
Le Conseil de sécurité a été remplacé par le Conseil de sécurité nationale par Shinzō Abe en 2014,.

## Organisation
Le Conseil de sécurité a été présidé par le Premier ministre et comprend les ministres d'État qui ont été préalablement désignés en vertu de l'article 9 de la constitution japonaise; comprenant le Ministre des affaires étrangères, le Ministre des finances, le Secrétaire général du Cabinet, le Ministre de la défense, le Président de la Commission nationale de sécurité publique ainsi que le Directeur général de l'Agence de planification économique. Le Président du Conseil de sécurité peut inviter le Président du Conseil paritaire du personnel[Quoi ?] (Chairman of the Joint Staff Council(en)) ou un autre Ministre ou fonctionnaire d'État pour assister aux réunions.